# Mihai Trăistariu
Mihai Trăistariu est un musicien et chanteur roumain, né le 6 décembre 1976 à Piatra Neamț, en Moldavie.
En 2006, il représente la Roumanie au Concours Eurovision de la chanson ayant lieu à Athènes, en Grèce, avec la chanson Tornerò. Il peut atteindre 5 octaves et un tiers, ce qui est très rare pour une voix masculine[réf. nécessaire].

## Biographie
Mihai Trăistariu naît le 6 décembre 1976 à Piatra Neamț, en Moldavie. Son père, Gheorghe Trăistariu, était l'un des plus grands peintres de Piatra Neamț et sa mère, Natalia Trăistariu (née Natalia Antohi), étudiante en médecine s’étant produite durant sa jeunesse. Il a trois frère et sœurs, Geanina, Constantin et Vasile. Tous les quatre jouent d'un instrument : Mihai du piano, Geanina du violon, Vasile du piano, et Constantin de la trompette et de la guitare.